# Horisme disparata
Horisme disparata är en fjärilsart som beskrevs av Claude Herbulot 1988. Horisme disparata ingår i släktet Horisme och familjen mätare. Inga underarter finns listade i Catalogue of Life.